# Championnat d'Europe féminin de volley-ball 1987
Navigation
Pays-Bas 1985 RFA 1989
Le 15e championnat d'Europe féminin de volley-ball a eu lieu à Gand, en Belgique, du 25 septembre au 3 octobre 1987.

## Équipes présentes
| - Belgique (Organisateur) - URSS (Vainqueur du Championnat d'Europe 1985) - Allemagne de l'Est (2e au Championnat d'Europe 1985) - Pays-Bas (3e au Championnat d'Europe 1985) - Allemagne de l'Ouest - Bulgarie | - France - Hongrie - Italie - Pologne - Roumanie - Tchécoslovaquie |

## Tour préliminaire

### Composition des groupes
| Poule A                                                                        | Poule B                                                                  |
| ------------------------------------------------------------------------------ | ------------------------------------------------------------------------ |
| Site : Eupen Allemagne de l'Ouest Italie Pays-Bas Pologne Tchécoslovaquie URSS | Site : Gand Allemagne de l'Est Belgique Bulgarie France Hongrie Roumanie |

### Poule A
| No | Équipe               | Points | Matches | Matches | Matches | Sets | Sets   | Sets  | Points | Points | Points |
| No | Équipe               | Points | joués   | gagnés  | perdus  | pour | contre | Ratio | pour   | contre | Ratio  |
| -- | -------------------- | ------ | ------- | ------- | ------- | ---- | ------ | ----- | ------ | ------ | ------ |
| 1  | Union soviétique     | 10     | 5       | 5       | 0       | 15   | 2      | 7.500 | 249    | 103    | 2.417  |
| 2  | Tchécoslovaquie      | 8      | 5       | 3       | 2       | 10   | 8      | 1.250 | 215    | 205    | 1.049  |
| 3  | Pays-Bas             | 8      | 5       | 3       | 2       | 11   | 10     | 1.100 | 245    | 259    | 0.946  |
| 4  | Italie               | 7      | 5       | 2       | 3       | 8    | 11     | 0.727 | 209    | 234    | 0.893  |
| 5  | Allemagne de l'Ouest | 6      | 5       | 1       | 4       | 8    | 12     | 0.667 | 222    | 265    | 0.838  |
| 6  | Pologne              | 6      | 5       | 1       | 4       | 4    | 13     | 0.308 | 164    | 238    | 0.689  |

### Poule B
| No | Équipe             | Points | Matches | Matches | Matches | Sets | Sets   | Sets  | Points | Points | Points |
| No | Équipe             | Points | joués   | gagnés  | perdus  | pour | contre | Ratio | pour   | contre | Ratio  |
| -- | ------------------ | ------ | ------- | ------- | ------- | ---- | ------ | ----- | ------ | ------ | ------ |
| 1  | Allemagne de l'Est | 10     | 5       | 5       | 0       | 15   | 0      | MAX   | 226    | 108    | 2.093  |
| 2  | Bulgarie           | 9      | 5       | 4       | 1       | 12   | 3      | 4.000 | 214    | 142    | 1.507  |
| 3  | France             | 8      | 5       | 3       | 2       | 9    | 8      | 1.125 | 200    | 196    | 1.020  |
| 4  | Roumanie           | 7      | 5       | 2       | 3       | 6    | 10     | 0.600 | 170    | 196    | 0.867  |
| 5  | Hongrie            | 6      | 5       | 1       | 4       | 6    | 12     | 0.500 | 200    | 237    | 0.844  |
| 6  | Belgique           | 5      | 5       | 0       | 5       | 0    | 15     | 0.000 | 94     | 225    | 0.418  |

## Demi-finales

### Demi-finales 9-12
| 2 octobre | Hongrie              | 3 | - | 0 | Pologne  | (15-10 15-6 15-10) |
| 2 octobre | Allemagne de l'Ouest | 3 | - | 0 | Belgique | (15-6 15-9 15-11)  |

### Demi-finales 5-8
| 2 octobre | Pays-Bas | 3 | - | 2 | Roumanie | (15-5 10-15 11-15 15-13 15-9) |
| 2 octobre | Italie   | 3 | - | 0 | France   | (15-10 15-13 15-6)            |

### Demi-finales 1-4
| 2 octobre | URSS               | 3 | - | 0 | Bulgarie        | (15-9 15-6 15-10) |
| 2 octobre | Allemagne de l'Est | 3 | - | 0 | Tchécoslovaquie | (15-9 15-13 15-2) |

## Finales

### Places 11-12
| 3 octobre | Pologne | 3 | - | 0 | Belgique | (15-6 15-9 15-11) |

### Places 9-10
| 3 octobre | Allemagne de l'Ouest | 3 | - | 1 | Hongrie | (15-4 15-9 13-15 15-10) |

### Places 7-8
| 3 octobre | France | 3 | - | 2 | Roumanie | (15-12 15-17 15-10 11-15 15-12) |

### Places 5-6
| 3 octobre | Pays-Bas | 3 | - | 1 | Italie | (15-5 15-12 12-15 15-13) |

### Places 3-4
| 3 octobre | Tchécoslovaquie | 3 | - | 0 | Bulgarie | (15-10 15-10 15-12) |

### Places 1-2
| 3 octobre | URSS | 3 | - | 2 | Allemagne de l'Est | (8-15 15-9 18-20 15-9 15-11) |

## Classement final
| Classement         | Pays                 |
| ------------------ | -------------------- |
| Médaille d'or      | Allemagne de l'Est   |
| Médaille d'argent  | URSS                 |
| Médaille de bronze | Tchécoslovaquie      |
| 4e                 | Bulgarie             |
| 5e                 | Pays-Bas             |
| 6e                 | Italie               |
| 7e                 | France               |
| 8e                 | Roumanie             |
| 9e                 | Allemagne de l'Ouest |
| 10e                | Hongrie              |
| 11e                | Pologne              |
| 12e                | Belgique             |